# 天渊增一
人马座ι，中文名天渊增一，是一颗位于人马座的恒星，距离地球189光年。
人马座ι是一颗K0型巨星，视星等+4.12，绝对星等+0.30。